# SKY (대학교)
스카이(SKY) 혹은 서고연(서高延), 서연고(서延高)는 대한민국의 종합대학 중 서울대학교(서울大學校, Seoul National University)와 고려대학교(高麗大學校, Korea University), 연세대학교(延世大學校, Yonsei University)의 영문 혹은 국문 첫 글자를 따와 만들어진 줄임말이다. 일반적으로 대한민국 내 최상위 대학으로 인식되며, 대학 진학을 희망하는 수험생의 선호도가 높은 것으로 인식된다.

## 현황
| 학교       | 유형         | 위치        | 설립   | 학부   | 대학원 | 표어                                         | 비고  |
| ---------- | ------------ | ----------- | ------ | ------ | ------ | -------------------------------------------- | ----- |
| 서울대학교 | 국립대학법인 | 서울 관악   | 1946년 | 21,286 | 13,713 | Veritas lux mea 진리는 나의 빛               | [ 3 ] |
| 고려대학교 | 사립         | 서울 성북   | 1905년 | 20,047 | 9,525  | Libertas, Justitia, Veritas 자유, 정의, 진리 | [ 3 ] |
| 연세대학교 | 사립         | 서울 서대문 | 1885년 | 17,412 | 11,528 | 진리가 너희를 자유케 하리라(요 8:32)         | [ 3 ] |

## 비판
SKY 혹은 서연고, 서고연 등은 대학 서열화를 조장하는 대표적인 용어로 지목되기도 한다.

## 유사한 용어
SKY 외에도 대한민국 내 통용되는 유사한 줄임말이 존재한다. 대부분이 각 대학 교명의 글자를 따 와 줄임말이 만들어지나, 국립 대학 같은 경우 총장협의회를 기준으로 줄임말이 만들어져 있다. 이 중, 국중협과 같은 표현을 제외하면 대부분의 줄임말이 대학 서열화와 학벌주의를 조장한다는 비판에서 자유롭지 못한 편이다.
- 서카포연고(서카浦延高)[6]: 서울대학교, 한국과학기술원, 포항공과대학교, 연세대학교, 고려대학교
- 서성한(西成漢)[7]: 서강대학교, 성균관대학교, 한양대학교
- 지디유(GDU)[8]: 광주과학기술원, 대구경북과학기술원, 울산과학기술원
- 중경외시이(中慶外市梨)[9]: 중앙대학교, 경희대학교, 한국외국어대학교[10], 서울시립대학교, 이화여자대학교
- 건동홍숙(建東弘淑)[11]: 건국대학교, 동국대학교, 홍익대학교, 숙명여자대학교
- 국숭세단(國崇世檀)[12]: 국민대학교, 숭실대학교, 세종대학교, 단국대학교
- 광명상가(光明祥가)[13]: 광운대학교, 명지대학교, 상명대학교, 가톨릭대학교
- 인가경(仁嘉京)[14]: 인천대학교, 가천대학교, 경기대학교
- 삼여대(三女大)[15]: 동덕여자대학교, 덕성여자대학교, 서울여자대학교
- 한서삼(漢西三)[16]: 한성대학교, 서경대학교, 삼육대학교
- 협수용강(協水龍江)[17]: 협성대학교, 수원대학교, 용인대학교, 강남대학교
- 을평성대(乙平聖大)[18]: 을지대학교, 평택대학교, 성결대학교, 대진대학교
- 메이저 미대(서홍국)[19]: 서울대학교 미술대학, 홍익대학교 미술대학, 국민대학교 조형대학/예술대학
- 메이저 약대(설중성경이)[20]: 서울대학교 약학대학, 중앙대학교 약학대학, 성균관대학교 약학대학, 경희대학교 약학대학, 이화여자대학교 약학대학
- 메이저 의대(서연카울성)[21]: 서울대학교 의과대학, 연세대학교 의과대학, 가톨릭대학교 의과대학, 울산대학교 의과대학, 성균관대학교 의과대학
- 부경전(釜慶全)[22]: 부산대학교, 경북대학교, 전남대학교
- 삼국대(三國大)[23]: 건국대학교, 동국대학교, 단국대학교
- 삼룡의(三龍醫)[24]: 순천향대학교 의과대학, 인제대학교 의과대학, 한림대학교 의과대학
- 서고연성한이(서高延成漢梨)[25]: 서울대학교 법학전문대학원, 고려대학교 법학전문대학원, 연세대학교 법학전문대학원, 성균관대학교 법학전문대학원, 한양대학교 법학전문대학원, 이화여자대학교 법학전문대학원
- 설한홍(설漢弘)[26]: 서울대학교 건축학과, 한양대학교 건축학부, 홍익대학교 건축학부
- 육해공사(陸海空士)[27]: 육군사관학교, 해군사관학교, 공군사관학교
- 인동명(仁東明)[28]: 인하공업전문대학, 동양미래대학교, 명지전문대학
- BMW[29]: 배재대학교, 목원대학교, 우송대학교
- 5대 과기특성화대학[30]: 한국과학기술원, 포항공과대학교, 광주과학기술원, 대구경북과학기술원, 울산과학기술원
- 국중협(國重協)[31]: 국가중심국·공립대학교 ― 서울시립대학교, 서울과학기술대학교, 부경대학교, 한국해양대학교, 창원대학교, 공주대학교, 순천대학교, 목포대학교, 안동대학교, 강릉원주대학교
- 지거국(地據國)[32]: 거점국립대학교 ― 부산대학교, 경북대학교, 전남대학교, 충남대학교, 충북대학교, 전북대학교, 강원대학교, 경상국립대학교, 제주대학교
- 지방 4대 사학[33]: 영남대학교, 동아대학교, 조선대학교, 원광대학교

## 같이 보기
- 아이비 리그
- 퍼블릭 아이비
- 옥스브리지
- 러셀그룹
- 도쿄 6대학
- 소케이
- MARCH
- 간칸도리쓰
- 십이공도